# クリスチャン・ソリメノ
クリスチャン・ソリメノ（Cristian Solimeno、1975年4月27日 - ）は、イギリスで活動している俳優。フランス出身。

## 出演作品
- ハイランダー ネクスト
- アルマゲドン2008
- サスペリア・テルザ　最後の魔女（エンゾ・マルキ刑事）
- アウト・オブ・タイム（スコット）
- デッドベイビーズ（アンディ）